# Jerry Espíndola
Jerry Espíndola, nome artístico de Marcos Jerônimo Miranda Espíndola, (Campo Grande, 23 de setembro de 1964) é um músico brasileiro.
Jerry é o mais novo dos irmãos Espíndola, chamado por eles de "temporão", apelidado pela mãe Alba de Jerry. Desde pequeno, pela influência dos irmãos Tetê, Geraldo, Celito e Alzira, que já faziam sucesso em São Paulo com o Tetê e o Lirio Selvagem, Jerry sempre quis ser músico. Na época do "Lirio Selvagem", quase toda a família se trasladou para São Paulo, somente o pai Francisco continuou residindo em Campo Grande (Mato Grosso do Sul). E Jerry viu de perto todo o glamour da vida de um artista, e aprendeu os erros dessa vida bem cedo.
Jerry fez parte da banda Incontroláveis em São Paulo, no qual integrou a cena vanguarda paulistana, pois os Incontroláveis dividiam os palcos "da vida" com bandas como Titãs e RPM. Infelizmente o disco dos Incontroláveis só foi surgir de forma independente no final dos anos '80, e a banda acabou se dissolveu um pouco depois. Foi na década de '80 também que Jerry participou como backing vocal na banda de apoio de Tetê Espíndola no "Festival dos Festivais", no qual Tetê foi vencedora com a canção "Escrito nas Estrelas", assim como Jerry participou da turnê do disco Gaiola de Tetê em 1986. Foi através de Tetê e Alzira que Jerry conheceu Arrigo Barnabé e Itamar Assumpção - Arrigo que participa da canção O tiro do disco dos Incontroláveis; e Itamar acaba virando parceiro em algumas composições com Jerry. E foi no meio desse rumo explosivo de criação que surgue discretamente a segmentação da polca-rock com a canção Colisão nos tempos dos Incontroláveis. Porém, Colisão só aparece no primeiro disco solo Pop Pantanal (2000). Paulinho Moska (ou Moska) já vinha flertando com o Mato Grosso do Sul há um certo tempo, e foi em terras pantaneiras que Jerry conheceu Moska, mas foi em terras paulistanas que Moska levou um susto ao ouvir o ritmo ternário da canção Colisão, e aconselhou o amigo a dar continuidade nessa estética chamada polca-rock.
Nesse meio-termo temporal, Sandro Moreno que sempre tocou bateria com o Jerry (em seus trabalhos solo), vence o concurso de bateria chamado Batuka em São Paulo, com uma versão polca-rock da canção Condição (de Lulu Santos) com a banda Croa. A grande amizade entre Jerry e Sandro, a fusão de Jerry com a banda Croa veio natural, e a banda fixa-se com a formação: Jerry (voz e violão), Adriano Magoo (teclado e escaleta), Marcelo Ribeiro (baixo), Sandro Moreno (bateria) e Gabriel Sater (violão de nylon). E com um time de músicos completamente profissional, o disco Polca-rock (2002), acabou virando um marco e divisor de águas no cenário sul-mato-grossense e sendo aclamado pela crítica paulistana (vide MTV e eleito pela revista Bravo n°100 como o melhor concerto de rock).
Entre os anos de 2003 e 2005, Jerry em conjunto com Márcio De Camillo organizam a classe musical com a Associação de Músicos do Pantanal (AMP). E também desenvolve vários projetos como o Espíndola canta, O que virou, Pantanal 2000, Segundas inteções, entre outros discos e concertos de qualidade internacional, algo que pode ser constatado no DVD (show)/ VHS (documentário) do Espíndola canta.
Em 2006 Jerry lança seu segundo disco solo Vértice contendo canções em parceria de Alzira, Arruda e Adriano Magoo, seguindo nos estilos pop e algumas experimentações na polca-rock.
Neste mesmo ano de 2006 participa do projeto e documentário “Água dos Matos” de sua irmã Tetê, patrocinado pela Natura Musical, realizado nas comunidades ribeirinhas dos rios Cuiabá e Paraguai no Pantanal com shows e oficinas.
Em 2008 grava o 2º CD com o trio Croa, formado por seus parceiros de longa data, Adriano Magoo, Sandro Moreno e Marcelo Ribeiro, intitulado "Atlantida Pantanal" e patrocinado pelo Programa Petrobrás Cultural.
Em 2009 o grupo fez shows de lançamento do CD nas cidades de Campo Grande e Cuiabá pelo CCBB Itinerante com participação especial de Tetê Espíndola, Alzira E, Paulo Monarco e Chico César. Esse trabalho ganhou o prêmio "Pop-rock" no Festival Botucanto.
Neste mesmo ano ganha prêmio Funarte Bolsa Estímulo de Criação Artística/Música Popular e realiza o projeto “Composição Ternária”. Com o projeto “Música Pantaneira” realiza shows em 6 estados nos teatros da Caixa Cultural e no Centro Cultural Banco do Brasil Itinerante.

## Discografia
- "Atlantida Pantanal/Jerry+Croa" (LuzAzul, 2008)
- Vértice (LuzAzul, 2006)
- GerAções (2006)
- Espíndola canta (LuzAzul, 2003)
- O que virou — Canções de Jerry Espíndola e Marcello Pettengill (LuzAzul, 2003)
- Rumos, Itaú Cultural - Cartografia musical brasileira' (2003)
- Jerry Espíndola&Croa — Polca-rock (ELO Music/Seven Music, 2002)
- Pop Pantanal (Pantanal Discos, 2000)
- Incontroláveis (CD, 1997 / LP, 1989)